# Charlieu
Charlieu és un municipi francès situat al departament del Loira i a la regió d'Alvèrnia-Roine-Alps. L'any 2007 tenia 3.624 habitants.

## Demografia

### Població
El 2007 la població de fet de Charlieu era de 3.624 persones. Hi havia 1.761 famílies de les quals 829 eren unipersonals (350 homes vivint sols i 479 dones vivint soles), 405 parelles sense fills, 350 parelles amb fills i 177 famílies monoparentals amb fills.
La població ha evolucionat segons el següent gràfic:
Habitants censats

### Habitatges
El 2007 hi havia 2.041 habitatges, 1.794 eren l'habitatge principal de la família, 37 eren segones residències i 211 estaven desocupats. 692 eren cases i 1.264 eren apartaments. Dels 1.794 habitatges principals, 627 estaven ocupats pels seus propietaris, 1.142 estaven llogats i ocupats pels llogaters i 25 estaven cedits a títol gratuït; 109 tenien una cambra, 228 en tenien dues, 461 en tenien tres, 462 en tenien quatre i 534 en tenien cinc o més. 752 habitatges disposaven pel capbaix d'una plaça de pàrquing. A 962 habitatges hi havia un automòbil i a 416 n'hi havia dos o més.

### Piràmide de població
La piràmide de població per edats i sexe el 2009 era:
| Homes | Edats   | Dones |
| ----- | ------- | ----- |
| 0     | 95 o +  | 21    |
| 16    | 90 a 94 | 56    |
| 37    | 85 a 89 | 46    |
| 36    | 80 a 84 | 52    |
| 76    | 75 a 79 | 138   |
| 56    | 70 a 74 | 136   |
| 67    | 65 a 69 | 75    |
| 97    | 60 a 64 | 125   |
| 60    | 55 a 59 | 114   |
| 96    | 50 a 54 | 85    |
| 112   | 45 a 49 | 103   |
| 105   | 40 a 44 | 124   |
| 88    | 35 a 39 | 150   |
| 100   | 30 a 34 | 116   |
| 175   | 25 a 29 | 135   |
| 90    | 20 a 24 | 113   |
| 139   | 15 a 19 | 161   |
| 163   | 10 a 14 | 109   |
| 76    | 5 a 9   | 65    |
| 103   | 0 a 4   | 63    |

## Economia
El 2007 la població en edat de treballar era de 2.155 persones, 1.634 eren actives i 521 eren inactives. De les 1.634 persones actives 1.405 estaven ocupades (764 homes i 641 dones) i 229 estaven aturades (99 homes i 130 dones). De les 521 persones inactives 187 estaven jubilades, 136 estaven estudiant i 198 estaven classificades com a «altres inactius».

### Ingressos
El 2009 a Charlieu hi havia 1.792 unitats fiscals que integraven 3.580 persones, la mediana anual d'ingressos fiscals per persona era de 15.269,5 €.

### Activitats econòmiques
Dels 384 establiments que hi havia el 2007, 5 eren d'empreses extractives, 17 d'empreses alimentàries, 22 d'empreses de fabricació d'altres productes industrials, 25 d'empreses de construcció, 111 d'empreses de comerç i reparació d'automòbils, 9 d'empreses de transport, 36 d'empreses d'hostatgeria i restauració, 4 d'empreses d'informació i comunicació, 25 d'empreses financeres, 20 d'empreses immobiliàries, 30 d'empreses de serveis, 47 d'entitats de l'administració pública i 33 d'empreses classificades com a «altres activitats de serveis».
Dels 95 establiments de servei als particulars que hi havia el 2009, 1 era una oficina d'administració d'Hisenda pública, 1 gendarmeria, 1 oficina de correu, 7 oficines bancàries, 2 funeràries, 8 tallers de reparació d'automòbils i de material agrícola, 3 autoescoles, 4 paletes, 5 guixaires pintors, 5 fusteries, 6 lampisteries, 3 electricistes, 1 empresa de construcció, 15 perruqueries, 1 veterinari, 1 agència de treball temporal, 18 restaurants, 8 agències immobiliàries, 3 tintoreries i 2 salons de bellesa.
Dels 67 establiments comercials que hi havia el 2009, 2 eren supermercats, 1 una botiga de més de 120 m², 3 botiges de menys de 120 m², 8 fleques, 9 carnisseries, 1 una peixateria, 6 llibreries, 17 botigues de roba, 4 botigues d'equipament de la llar, 3 sabateries, 1 una botiga de material esportiu, 1 una botiga de material de revestiment de parets i terra, 4 drogueries, 1 una perfumeria, 1 una joieria i 5 floristeries.
L'any 2000 a Charlieu hi havia 7 explotacions agrícoles.

## Equipaments sanitaris i escolars
El 2009 hi havia 1 hospital de tractaments de curta durada, 1 hospital de tractaments de mitja durada (seguiment i rehabilitació), 1 centre de salut, 3 farmàcies i 2 ambulàncies.
El 2009 hi havia 1 escola maternal i 2 escoles elementals. A Charlieu hi havia 2 col·legis d'educació secundària i 2 liceus d'ensenyament general. Als col·legis d'educació secundària hi havia 1.107 alumnes i als liceus d'ensenyament general 636.

## Poblacions més properes
El següent diagrama mostra les poblacions més properes.